# NGC 4003
NGC 4003 је спирална галаксија у сазвежђу Лав која се налази на NGC листи објеката дубоког неба.
Деклинација објекта је + 23° 7' 31" а ректасцензија 11h 57m 59,0s. Привидна величина (магнитуда) објекта NGC 4003 износи 13,5 а фотографска магнитуда 14,5. NGC 4003 је још познат и под ознакама UGC 6948, MCG 4-28-105, CGCG 127-115, KCPG 312B, PGC 37646.